# Tratado de Creación de la URSS
El Tratado de Creación de la Unión de Repúblicas Socialistas Soviéticas es un documento que legaliza la creación de la unión de varias repúblicas soviéticas para formar la Unión de Repúblicas Socialistas Soviéticas (URSS). De igual manera, fue firmada la Declaración de Creación de la URSS, la cual fue considerada como una introducción política hacia el Tratado.
El 29 de diciembre de 1922, en la conferencia de delegaciones plenipotenciarias de la RSFS de Rusia, esta misma, la RSFS de Transcaucasia, la RSS de Ucrania y la RSS de Bielorrusia aprobaron el Tratado de Creación de la URSS y la Declaración de Creación de la URSS. Estos dos documentos fueron ratificados por el I Congreso de los Sóviets de la Unión Soviética y firmados el 30 de diciembre de 1922 por los miembros de las delegaciones: Mijaíl Kalinin, Iósif Stalin, Mijaíl Frunze, Grigori Petrovski, Gazanfar Musabekov, Serguéi Kírov y Aleksándr Cherviakov, respectivamente, entre otros firmantes.
Las sucesivas repúblicas que se formaron entraron por enmiendas separadas del tratado.

## 1922-1940
Los primeros ejemplos de ampliación fueron las Repúblicas de Turkmenistán y Uzbekistán; el 27 de octubre de 1924 fueron separadas de la República Autónoma Socialista Soviética del Turkestán de la RSFS de Rusia. La siguiente fue la República Autónoma Socialista Soviética de Tayikistán, hasta ese momento parte de la RSS de Uzbekistán, siendo elevada al estatus de república de la unión el 6 de octubre de 1929, convirtiéndose en la RSS de Tayikistán.
La República Federal Socialista Soviética de Transcaucasia existió hasta el 5 de diciembre de 1936, cuando se dividió en las repúblicas soviéticas de RSS de Armenia, RSS de Azerbaiyán y RSS de Georgia. Ese mismo día la República Autónoma Socialista Soviética de Turkestán dejó de existir dentro de la RSFS de Rusia, y el territorio fue dividido entre las repúblicas soviéticas RSS de Kazajistán y RSS de Kirguistán.

## 1940
En la víspera de la Segunda Guerra Mundial se crearon algunas repúblicas nuevas anteriores a la invasión nazi en 1941. La primera fue la República Socialista Soviética Carelo-Finesa, que el 31 de marzo de 1940 fue elevada al rango de república de la unión de la previa República Autónoma Socialista Soviética de Carelia, que anteriormente formaba parte de la RSFS de Rusia.
Después de la anexión de las Estados Bálticos, Lituania, Letonia y Estonia fueron transformadas en la RSS de Lituania el 13 de julio, la RSS de Letonia el 21 de julio y la RSS de Estonia también el 21 de julio, y se unieron formalmente a la Unión Soviética el 3, 5 y 6 de agosto respectivamente. La última república fue la RSS de Moldavia, que fue una fusión del territorio de Besarabia - tras la ocupación soviética de Besarabia y el norte de Bucovina en 1940 - con el de la República Socialista Soviética Autónoma de Moldavia, previamente incluida dentro de la RSS de Ucrania.
Después de la guerra no se establecieron nuevas repúblicas, aunque la RSS Carelo-Finesa fue degradada a república autónoma y reanexada a la RSFS de Rusia el 16 de julio de 1956.
El 8 de diciembre de 1991, los líderes de las RSS de Ucrania y Bielorrusia, y la RSFS de Rusia firmaron el Tratado de Belavezha, que derogaba el tratado de 1922, el cual se dio por terminado el 25 de diciembre de 1991. Su efecto fue la disolución de la Unión Soviética.

## Cronología

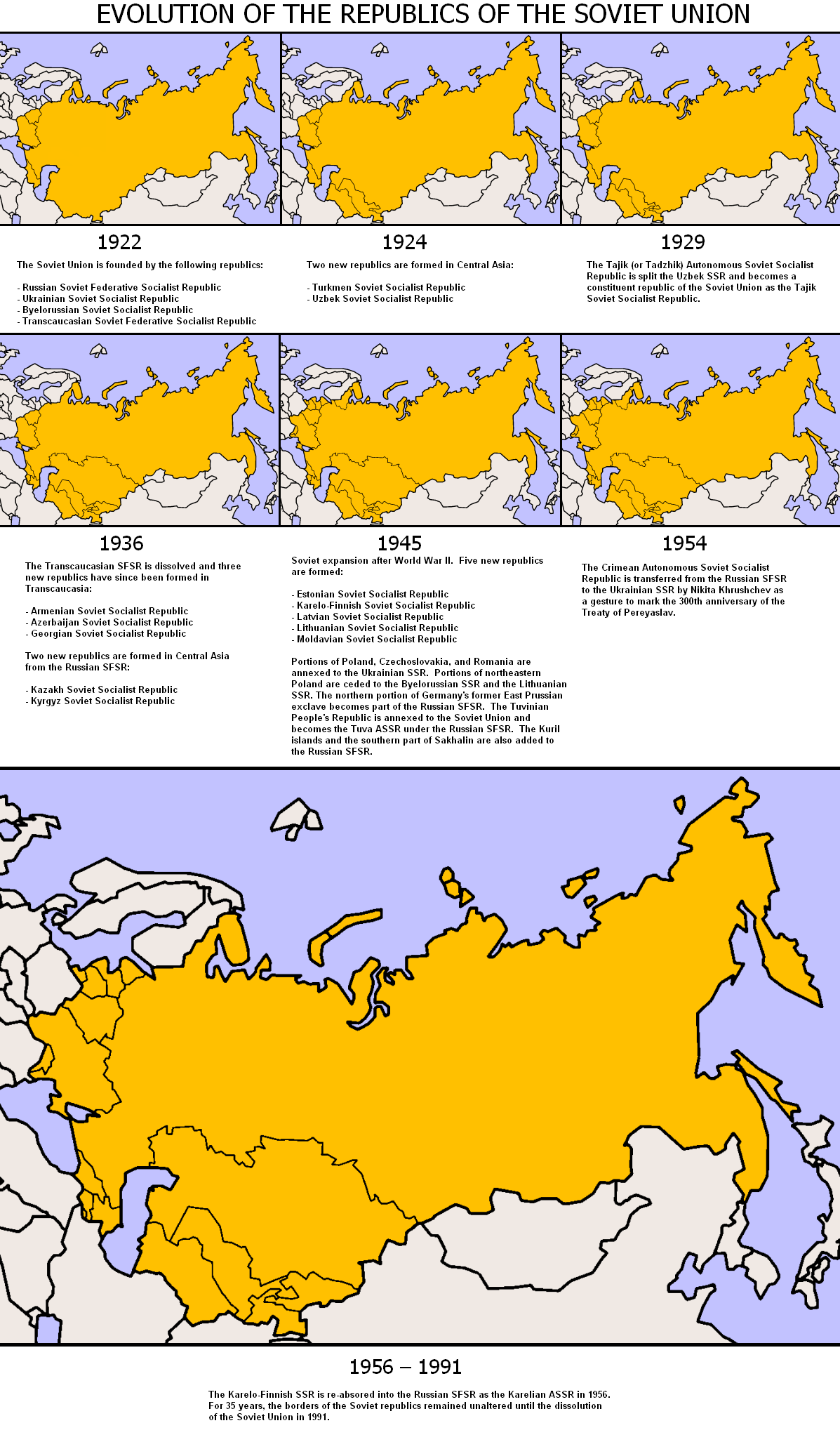
Evolución de las repúblicas de la URSS.

- 21 de diciembre de 1922 - Firma del tratado.
- 30 de diciembre de 1922 - Ratificación del tratado.
- 27 de octubre de 1924 - Las regiones pobladas por uzbekos y turkmenos de la RASS de Turkestan (previamente en la RSFS de Rusia) son elevadas a repúblicas de la unión. Por ende, se fundan la RSS de Turkmenistán y la RSS de Uzbekistán.
- 16 de octubre de 1929 - Se establece la RSS de Tayikistán elevando la RASS de Tayikistán a rango de república de la unión, perteneciendo con anterioridad a la RSS de Uzbekistán.
- 2 de diciembre de 1936 - División simultánea de la RSFS de Transcaucasia en las RSS de Armenia, RSS de Georgia y RSS de Azerbaiyán. Simultánea ruptura del Turkestán de la RSFS de Rusia, hasta ese momento RASS de Kazajistán y Kirguistán, elevándolas a RSS de Kazajistán y RSS de Kirguistán.
- 31 de marzo de 1940 - La RASS de Carelia perteneciente a la RSFS de Rusia es elevada a RSS Carelo-Finesa.
- 3 de agosto de 1940 - La RSS de Lituania es anexada a la URSS.
- 5 de agosto de 1940 - La RSS de Letonia es anexada a la URSS.
- 6 de agosto de 1940 - La RSS de Estonia es anexada a la URSS.
- 24 de agosto de 1940 - Se crea la RSS de Moldavia con la RASS de Moldavia hasta ese momento incluida en la RSS de Ucrania, más el territorio rumano anexado de Besarabia (véase ocupación soviética de Besarabia y el norte de Bucovina).
- 16 de julio de 1956 - La RSS Carelo-finesa fue degradada a RASS y reanexada a la RSFS de Rusia.
- 8 de diciembre de 1991 - Tratado de Belavezha acerca de la disolución de la URSS.
- 25 de diciembre de 1991 - Derogación del tratado.